# Israele nella guerra civile siriana
La posizione ufficiale di Israele sulla guerra civile siriana è stata di stretta neutralità. Tuttavia, Israele è stato coinvolto politicamente e militarmente per impedire la crescente influenza e il radicamento delle forze iraniane e dei suoi delegati in tutta la Siria. L'attività militare israeliana, ufficialmente chiamata Operazione Chess, si è principalmente limitata ad attacchi missilistici e aerei contro le strutture iraniane in Siria, nonché quelle dei suoi delegati, in particolare Hezbollah . Questi attacchi non sono stati riconosciuti ufficialmente prima del 2017. Israele ha anche effettuato attacchi aerei in Siria per interrompere le spedizioni di armi a Hezbollah. Nell'agosto 2022, l'agenzia investigativa britannica Airwars, senza scopo di lucro, ha stimato che 17-45 civili sono stati uccisi e altri 42-101 civili sono stati feriti dagli attacchi aerei israeliani in Siria dal 2013. I rapporti siriani collocano queste cifre molto al di sotto di altri attori stranieri nel conflitto. Israele ha anche fornito aiuti umanitari alle vittime della guerra civile dal 2013 al settembre 2018, uno sforzo che è stato intensificato dopo giugno 2016 con il lancio dell'operazione Good Neighbor.

## Background
Israele e la Siria sono tecnicamente in uno stato di guerra dal 1948, quando sono nati entrambi. Si sono combattuti in tre grandi guerre: la guerra arabo-israeliana del 1948, la guerra dei sei giorni del 1967 e la guerra dello Yom Kippur del 1973. Dal 1974 c'è stato un accordo di cessate il fuoco tra i due paesi, lungo la cosiddetta linea viola, a cui hanno ampiamente aderito entrambi i paesi, ma non Hezbollah. Tuttavia, entrambi i paesi sono stati coinvolti nella guerra del Libano del 1982 e nella guerra civile libanese.
Una serie d'incidenti si sono verificati sulla linea viola nella fase iniziale della guerra civile siriana, mettendo a dura prova le relazioni Israele-Siria, inclusi gli scontri del Governatorato di Quneitra, gli incidenti tra l'esercito siriano e i ribelli siriani sul lato del Golan controllato dalla Siria e la zona neutrale del Golan e il coinvolgimento di Hezbollah nella guerra civile siriana. Attraverso gli incidenti, iniziati alla fine del 2012, a metà del 2014, un civile israeliano sarebbe stato ucciso e almeno quattro soldati feriti; Sul lato controllato dalla Siria, si stima che almeno due militanti non identificati, che avevano tentato di attraversare il lato controllato da Israele delle alture del Golan, fossero stati uccisi.

## Posizione israeliana

### Posizione di non interferenza
La posizione ufficiale d'Israele nella guerra civile siriana è stata di stretta neutralità, Secondo vari ministri della difesa israeliani.
Nel luglio 2017, il ministro della Difesa israeliano, Avigdor Liberman, ha affermato che mentre "i ribelli non sono nostri amici, sono tutte versioni di al-Qaida", Israele non può permettere a un uomo come Bashar al-Assad di rimanere al potere: "Mantenere Assad al potere non è nei nostri interessi di sicurezza. Finché sarà al potere, Iran e Hezbollah saranno in Siria." Ha detto che Israele non aveva alcun interesse a entrare nella guerra civile siriana, ma c'erano delle "linee rosse" che Israele aveva posto, come il contrabbando di armi sofisticate a Hezbollah e la presenza dell'Iran ai suoi confini. Più tardi, nel luglio 2017, il governo israeliano ha dichiarato di opporsi all'accordo di cessate il fuoco nel sud della Siria che Stati Uniti, Russia e Giordania avevano raggiunto una settimana prima che prevedesse la creazione di zone di de-escalation lungo i confini della Siria sia con la Giordania che con Israele, come che legalizzerebbe la presenza dell'Iran in Siria.
Nell'ottobre 2017, Lieberman ha ammesso che Assad stava vincendo la guerra e ora era corteggiato da potenze straniere, cosa che, secondo lui, era "senza precedenti". Si dice che la dichiarazione abbia "segnato un'inversione di tendenza per Israele, dove alti funzionari dall'inizio dei combattimenti nel 2011 fino alla metà del 2015 avevano regolarmente predetto che Assad avrebbe perso il controllo del suo paese e sarebbe stato rovesciato". Ha chiesto agli Stati Uniti di essere più attivi "nell'arena siriana e in Medio Oriente in generale" e ha osservato che Israele stava lottando per trattare con "russi, iraniani e anche turchi e Hezbollah".

### L'opposizione d'Israele alla presenza iraniana in Siria
Il 9 luglio 2017, un nuovo accordo di cessate il fuoco è stato mediato direttamente da Stati Uniti e Russia per il sud-ovest della Siria. Gli Stati Uniti e la Russia avevano fatto una serie di tentativi in passato per raggiungere un accordo per stabilire un cessate il fuoco in diverse parti della Siria. Tuttavia, i precedenti tentativi di cessate il fuoco non sono riusciti a ridurre a lungo la violenza. Il presidente degli Stati Uniti Donald Trump e il presidente russo Vladimir Putin hanno raggiunto l'accordo durante il loro incontro al vertice del Gruppo dei 20 ad Amburgo, in Germania, il 7 luglio 2017. Colpisce città, villaggi e zone di confine in tre regioni vicine a Giordania e Israele. L'accordo include la creazione di zone di de-escalation, altrimenti note come zone sicure, lungo i confini della Siria con la Giordania e Israele.
Il governo israeliano si è opposto all'accordo di cessate il fuoco, poiché ha affermato che i suoi interessi di sicurezza non si riflettevano nella bozza di accordo di cessate il fuoco in fase di formulazione. "Non ci vuole quasi nessuno degli interessi di sicurezza d'Israele e crea una realtà inquietante nel sud della Siria. L'accordo non include una sola parola esplicita sull'Iran, Hezbollah o le milizie sciite in Siria”. Secondo quanto riferito, Israele ha tenuto colloqui segreti con la Russia e gli Stati Uniti sull'accordo di cessate il fuoco. Il governo israeliano ha sottolineato il suo desiderio di rimuovere le forze iraniane dalla Siria. Tuttavia, è rimasto deluso, poiché ha sostenuto che l'accordo "contraddiceva praticamente tutte le posizioni che Israele aveva presentato agli americani e ai russi".
La principale preoccupazione del governo israeliano riguardo all'accordo di cessate il fuoco era che riteneva che l'influenza iraniana nella regione sarebbe aumentata. Il primo ministro israeliano Benjamin Netanyahu ha incontrato Putin nell'agosto 2017 per condividere le preoccupazioni d'Israele sull'accordo di cessate il fuoco. "Signor Presidente, con sforzi congiunti stiamo sconfiggendo lo Stato islamico, e questa è una cosa molto importante. Ma la cosa brutta è che dove il gruppo sconfitto dello Stato islamico svanisce, l'Iran sta intervenendo", ha detto a Putin. Il governo russo ha detto alla sua controparte israeliana che scoraggerà l'Iran o Hezbollah dall'aprire un nuovo fronte con Israele. "Teniamo in considerazione gli interessi israeliani in Siria", ha detto martedì alla televisione Channel One Alexander Petrovich Shein, ambasciatore della Russia in Israele. "Se dipendesse dalla Russia, le forze straniere non rimarrebbero", ha aggiunto. Una delegazione, guidata dal capo del Mossad Yossi Cohen, ha visitato Washington per colloqui con alti funzionari della Casa Bianca e del Pentagono . Uno dei temi principali della discussione è stato l'accordo di cessate il fuoco nel sud della Siria e le sue ramificazioni. "Un alto funzionario israeliano ha affermato che la delegazione avrebbe dovuto cercare di persuadere alti funzionari dell'amministrazione che parti dell'accordo di cessate il fuoco nel sud della Siria dovrebbero essere modificate per includere dichiarazioni più chiare sulla necessità di allontanare le forze iraniane, Hezbollah e le milizie sciite della Siria". Tuttavia, la delegazione di alto livello non è stata in grado di "ottenere un impegno da parte degli americani per garantire che qualsiasi accordo per porre fine alla guerra in Siria includesse l'evacuazione delle forze militari iraniane dal Paese".
Dopo lo scontro a fuoco del 10 maggio 2018, il ministro della Difesa israeliano Avigdor Lieberman ha affermato che Israele non consentirà all'Iran di trasformare la Siria in una "base avanzata" contro Israele.

## Incidenti della linea di cessate il fuoco durante la guerra civile siriana
Diversi incidenti si sono verificati sulla linea del cessate il fuoco israelo-siriano durante la guerra civile siriana, mettendo a dura prova le relazioni tra i paesi . Gli incidenti sono considerati una ricaduta degli scontri del Governatorato di Quneitra dal 2012 e dei successivi incidenti tra l'esercito siriano e i ribelli, nella parte del Golan controllata dalla Siria e nella zona neutrale del Golan e il coinvolgimento di Hezbollah nella guerra civile siriana. A causa degli incidenti, iniziati alla fine del 2012, a partire dalla metà del 2014, un civile israeliano è stato ucciso e almeno quattro soldati sono rimasti feriti; dalla parte controllata dalla Siria, si stima che siano stati uccisi almeno dieci soldati, oltre a due militanti non identificati, identificati vicino a Ein Zivan sulle alture del Golan.

## Conflitto Iran-Israele durante la guerra civile siriana
In diverse occasioni, secondo quanto riferito, Israele ha effettuato o sostenuto attacchi contro Hezbollah e obiettivi iraniani all'interno dei territori siriani o del Libano. Uno dei primi incidenti di questo tipo segnalati in modo attendibile si è verificato il 30 gennaio 2013, quando un aereo israeliano ha colpito un convoglio siriano che presumibilmente trasportava armi iraniane a Hezbollah. Abitualmente, Israele ha rifiutato di commentare l'incidente, una posizione che si ritiene cerchi di garantire che il governo siriano non si senta obbligato a reagire.
Altri incidenti sono stati attribuiti all'IAF a maggio 2013, dicembre 2014, aprile 2015 . Alcuni di questi rapporti sono stati confermati dalla Siria, mentre altri sono stati smentiti. Israele ha costantemente rifiutato di commentare i presunti attacchi di Hezbollah e obiettivi siriani in territorio siriano. Nel 2015, sospetti militanti di Hezbollah hanno lanciato un attacco di rappresaglia contro le forze israeliane nelle fattorie di Shebaa. Nel marzo 2017, la Siria ha lanciato missili antiaerei verso la parte controllata da Israele delle alture del Golan, presumibilmente prendendo di mira gli aerei IAF israeliani, che secondo la Siria stavano per attaccare obiettivi a Palmyra (Siria). Dopo l'incidente, Israele ha dichiarato che stava prendendo di mira le spedizioni di armi dirette verso le forze anti-israeliane, in particolare Hezbollah. Israele ha negato l'affermazione della Siria secondo cui un caccia a reazione è stato abbattuto e un altro danneggiato. Israele non ha segnalato alcun pilota o aereo disperso in Siria o in qualsiasi altra parte del Medio Oriente dopo l'incidente. Secondo alcune fonti, l'incidente è stata la prima volta che i funzionari israeliani hanno confermato un attacco israeliano su un convoglio di Hezbollah durante la guerra civile siriana. A partire da settembre 2017, questa è stata l'unica volta in cui è stata rilasciata tale conferma.
All'inizio di dicembre 2017, l'aviazione israeliana aveva confermato di aver attaccato convogli di armi della Siria ba'athista e degli Hezbollah libanesi quasi 100 volte in sei anni di conflitto in Siria.
Il 13 gennaio 2021, almeno 10 attacchi aerei hanno colpito le montagne intorno alla città di Deir ez-Zor uccidendo 26 persone, 14 soldati siriani e 12 soldati iraniani. Sei attacchi aerei hanno colpito magazzini di armi e depositi di munizioni nel deserto di Al-Bokamal uccidendo 16 miliziani. Due attacchi aerei hanno preso di mira magazzini nel deserto di Al-Mayadeen uccidendo 15 miliziani. In totale 18 attacchi aerei nel Governatorato di Deir ez-Zor hanno ucciso 57 persone in quello che è stato il bilancio delle vittime più alto da quando Israele ha iniziato i suoi attacchi contro la Siria.

## Aiuti umanitari israeliani ai siriani
Nel giugno 2016, dal territorio delle alture del Golan, occupato da Israele dal 1967 e annesso nel 1981, l'esercito israeliano ha avviato l'Operazione Good Neighbor, una multiforme operazione di soccorso umanitario per prevenire la fame dei siriani che vivono lungo il confine e fornire servizi di base o cure mediche avanzate.

L'aiuto consisteva in cure mediche, acqua, elettricità, istruzione o cibo ed è stato dato ai siriani vicino alla linea del cessate il fuoco tra Israele e Siria, spesso scortati da soldati israeliani. Oltre 200.000 siriani hanno ricevuto tali aiuti e più di 4.000 di loro sono stati curati negli ospedali israeliani dal 2013 al settembre 2018. Molte delle vittime curate erano civili, spesso bambini. Sono state avanzate accuse secondo cui alcuni erano combattenti ribelli dell'Esercito siriano libero. Questa teoria è supportata dall'affermazione che Israele aveva un interesse strategico nell'aiutare i ribelli; hanno combattuto sia contro l'ISIL che contro le forze alleate iraniane.